# Dąbrowa (gmina w województwie warszawskim)
Dąbrowa – dawna gmina wiejska istniejąca do 1954 roku w woj. warszawskim. Nazwa gminy pochodzi od wsi Dąbrowa, lecz siedzibą władz gminy było Kowalewko.
W okresie międzywojennym gmina Dąbrowa należała do powiatu mławskiego w woj. warszawskim. Po wojnie gmina zachowała przynależność administracyjną. Według stanu z 1 lipca 1952 roku gmina składała się z 19 gromad: Bogurzyn, Bogurzynek, Dalnia, Dąbrowa, Doziny, Drogiszka, Ignacewo, Józefowo, Kowalewko, Kowalewo, Liberadz, Mdzewko, Miączyn Duży, Miączyn Mały, Ostrów, Proszkowo, Rochnia, Syberia i Wola Proszkowska.
Gminę zniesiono 29 września 1954 roku wraz z reformą wprowadzającą gromady w miejsce gmin. Jednostki nie przywrócono 1 stycznia 1973 roku po reaktywowaniu gmin, a jej dawny obszar wszedł w skład gmin Strzegowo-Osada, Szreńsk i Wiśniewo.